# Antonina Krzysztoń
Antonina Krzysztoń [antoňina kšyštoň] (* 13. června 1954 Krakov) je polská písničkářka, hudební skladatelka a textařka.

## Biografie
Začala vystupovat v roce 1980 na Festivalu zakázané písničky v Gdaňsku. Po vyhlášení válečného stavu 13. prosince 1981 začala vystupovat neoficiálně po bytech, kostelích a vybraných studentských klubech. Její kazety byly vydávány samizdatem. Na její první kazetě nazvané Ballady Karela Kryla (Balady Karla Kryla) se objevila řada písniček Karla Kryla přeložených do polštiny, mj. i proslulý Bratříček (Braciszku) nebo Salome. Tyto písničky se setkaly s příznivým ohlasem u polských posluchačů i u původního autora písní. Písničky byly znovu vydány na první výročí smrti Karla Kryla na CD Czas bez skarg (Doba bez stížností). V posledních letech Antonina Krzysztoń hraje v kostelech písně s křesťanskými motivy, které však vyhledávají i lidé bez vyznání. Na koncertech se doprovází na kytaru, ale v kostelech často zpívá úplně bez doprovodu. Byla spoluautorkou hudby do dokumentárního filmu Czas Słowiań (Čas Slovanů).

## Diskografie
- Ballady K. Kryla – NOWA (podzemní vydavatelství), 1984
- Pieśni, piosenki, piosneczki – CDN (podzemní vydavatelství)
- Koncert (Poznań) – Solid (podzemní vydavatelství)
- Inne światy – Pomaton, 1990 – Jiné světy
- Pieśni Postne – Wydawnictwo M., 1992 – Postní písně
- Takie moje wędrowanie – Pomaton, 1993 – Takové moje putování
- Czas bez skarg – Pomaton, 1995 – Doba bez stížností
- Kiedy przyjdzie dzień – Pomaton, 1996 – Kdy nadejde den
- Każda chwila – Každá chvíle
- Wołanie – Music Corner, 2000 – Volání
- Złota Kolekcja „Perłowa łódź“ – Pomaton, 2000 – Zlatá kolekce „Perlová loď“ (průřez dílem)
- Kolęda domowa – Paganini, 2003 – Domácí koleda
- Dwa księżyce, 2004 – Dva měsíce
- Objevila se také na CD Jiří Pavlica a Hradišťan Sešli se…